# Villa Emma (Oberlößnitz)
Die Villa Emma steht in der Gutenbergstraße 16 im Stadtteil Oberlößnitz der sächsischen Stadt Radebeul. Sie wurde 1898 durch den Bauunternehmer Paul Schadewitz als Bauender und Ausführender erbaut, der zu jener Zeit mehrere Bauten in den Lößnitzortschaften errichtete.

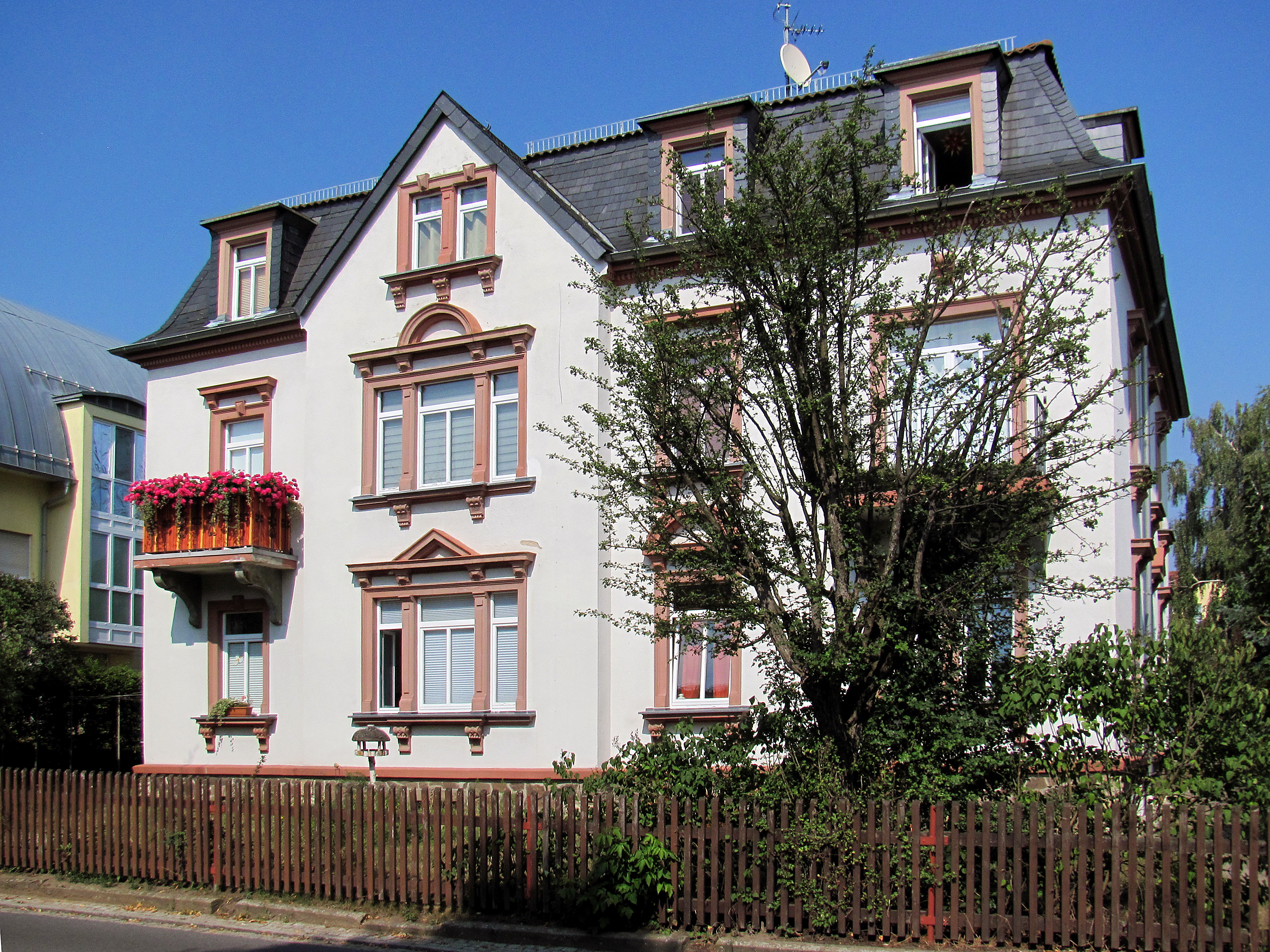
Villa Emma (Oberlößnitz)

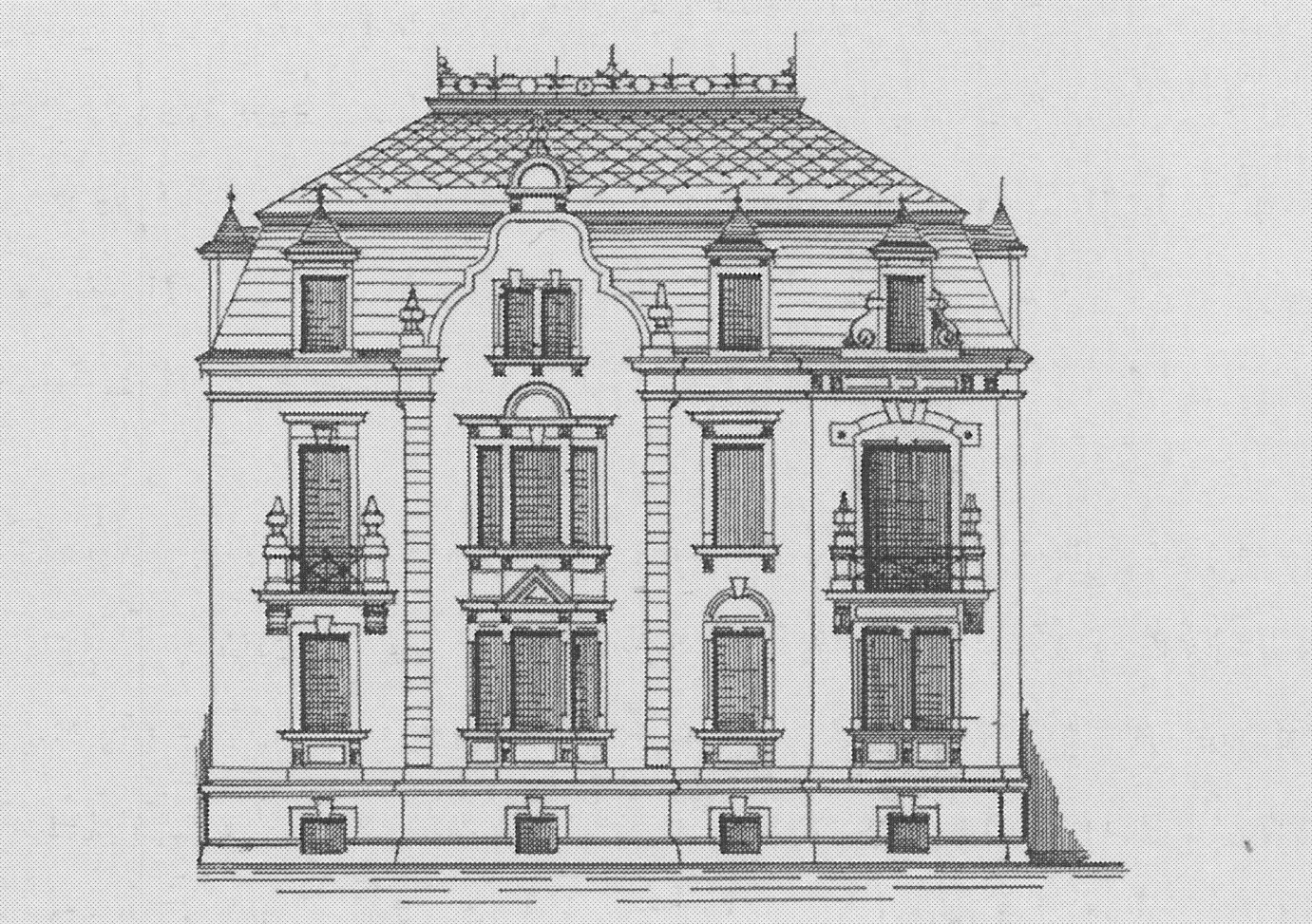
Bauzeichnung 1898

## Beschreibung
Das unter Denkmalschutz stehende Mietshaus, auch als freistehende Mietvilla anzusprechen, ist ein zweigeschossiges Wohngebäude mit einem ausgebauten Mansarddach mit Dachgauben. Der auf einem Bruchsteinsockel stehende Putzbau lässt sich als Deutsche Renaissance stilisieren.
Die vierachsige Straßenansicht ist asymmetrisch aufgebaut, von links nach rechts wechseln sich schmalere und breitere Fenster ab. Die zweite Fensterachse von links wird durch einen Risalit betont, der ehemals durch einen geschweiften Giebel verziert wurde. Vor den jeweils äußeren Obergeschossfenster hängen Balkone.
Die Fenster dieser Schaufront, zum Teil als Koppelfenster ausgebildet, werden teilweise durch aufwendige Giebelverdachungen bekrönt.